# Sumit Sangwan
Sumit Sangwan (Shekhpura, 1º gennaio 1993) è un pugile indiano.

## Palmarès
- Campionati asiatici

Tashkent 2017: argento nei pesi messimi.